# Farida Osman
Farida Osman (Indianápolis, Estados Unidos, 18 de enero de 1995) es una nadadora egipcia de origen estadounidense especializada en pruebas de estilo mariposa corta distancia, donde consiguió ser medallista de bronce mundial en 2017 en los 50 metros.

## Carrera deportiva
En el Campeonato Mundial de Natación de 2017 celebrado en Budapest ganó la medalla de bronce en los 50 metros estilo mariposa, con un tiempo de 25.39 segundos que fue récord de África, tras la sueca Sarah Sjöström y la neerlandesa Ranomi Kromowidjojo (plata con 25.38 segundos).